# 사우디의 헤자즈 정복
사우디의 헤자즈 정복 또는 헤자즈-네지드 전쟁은 사우드가의 네지드 술탄국의 압둘아지즈 알사우드가 1924년부터 1925년까지 하심가의 헤자즈 왕국을 장악하고 헤자즈를 사우디 영토로 편입시킨 전쟁이다.

## 배경
1924년의 이 전역은 이미 1919년에 사우디–하심 전쟁을 일으켰던 헤자즈의 하심가와 리야드(네지드)의 사우디 가문 간의 역사적인 분쟁의 연장선상에 있었다. 헤자즈 정복으로 이어진 결정적인 순간은 1923년 말 영국 정부가 경제적인 조치로 아라비아의 두 분쟁 가문, 즉 헤자즈의 알-하심 가문과 네지드의 알-사우드 가문에 대한 보조금 지급을 중단하기로 결정한 것이었다. 영국 정부가 매년 그에게 지급하던 6만 파운드의 금화 보조금이 없어지자 이븐 사우드를 억제하던 주요 제약이 사라졌다. 마찬가지로 메카의 샤리프였던 후세인 빈 알리 알-하심에게 매달 2만 5천 파운드의 금화 보조금이 중단된 것은 "아랍인의 왕"을 자처했던 후세인의 종말을 의미했다. 후세인은 베두인 부족장들에게 뇌물을 주고 자신을 위해 싸우게 하려면 영국 금화가 필요했기 때문이다. 1924년 이어진 전역에서 헤자즈의 베두인 부족장들은 더 이상 영국 금으로 뇌물을 줄 수 없게 된 소위 "아랍인의 왕"에게 집결하지 않았고, 이는 후세인 정권의 신속한 붕괴로 이어졌다.
1924년 3월 5일, 터키의 칼리프제 폐지 소식을 들은 메카의 샤리프는 자신을 새로운 칼리프로 선포하고 그 이후 모든 무슬림이 그에게 무조건적인 충성을 바쳐야 한다고 선언했다. 후세인의 칼리프 선포 결정은 샤리프가 칼리프를 자칭할 권리가 없다는 압도적인 분위기 속에 이슬람 세계 전역에 엄청난 분노를 불러일으켰다. 이슬람에서 칼리프 칭호를 받으려면 누군가가 칼리프 자격 기준을 충족한다는 울라마(성직자)의 합의가 필요하다. 후세인은 울라마와 상의하려는 노력 없이 오스만 칼리프제가 막 폐지되었다는 소식을 듣고 거의 즉흥적으로 자신을 칼리프로 선포했다. 1924년 6월 5일 리야드에서 열린 명사 회의에서 참석자들은 모두 이븐 사우드에게 칼리프를 자칭한 메카 샤리프의 신성 모독에 대해 지하드를 선포할 것을 촉구했다. 이븐 사우드는 순례 시즌 동안 헤자즈를 침공하는 것은 잘못이며 메카 순례자들이 하지(Haj)를 마칠 때까지 기다려야 한다고 결정했다. 1924년 8월, 이븐 사우드는 칼리프를 자칭한 후세인의 신성 모독 행위에 대해 지하드를 선포했다.

## 역사

### 사우디 전역
네지드와 헤자즈 사이의 적대 행위 재개의 구실은 네지드에서 온 순례자들이 헤자즈의 성지에 접근하는 것이 거부되었을 때 나타났다. 1924년 8월 29일, 압둘아지즈는 타이프를 향해 진격함으로써 헤자즈에 대한 군사 작전을 시작했고, 타이프는 큰 저항 없이 항복했다. 타이프 함락 후, 사우디 군대와 연합 이크완 부족원들은 메카로 이동했다. 샤리프 후세인의 영국 지원 요청은 종교 분쟁에 개입하지 않는다는 이유로 거부되었다. 한편 후세인 빈 알리 국왕은 아들인 트란스요르단의 압둘라 국왕의 지원 요청마저 거부되자 메카에서 지다로 도피했다. 메카는 1924년 10월 13일 저항 없이 함락되었다. 1924년 10월 16일, 후세인은 헤자즈 국왕에서 퇴위하고 헤자즈를 떠났으며, 다시는 돌아오지 않았다. 1924년 10월 29일 리야드에서 개최된 이슬람 회의는 메카에 대한 이븐 사우드의 관할권을 광범위한 이슬람 세계의 인정을 받게 했다.
1924년 10월 말까지 하심가가 장악하고 있던 곳은 지다와 얀부의 항구 도시와 메디나뿐이었다. 하심가의 급속한 패배는 주로 영국 보조금 중단 때문이었다. 헤자즈의 베두인 추장들에게 지급되던 영국 금 형태의 뇌물이 없어지자 후세인의 비인기 정권은 즉시 붕괴되었다. 얀부, 메디나, 특히 지다의 상인들은 네지드 출신의 종교 광신자로 간주했던 이븐 사우드에게 정복당하지 않기로 결심했고, 1925년까지 얀부, 메디나, 지다가 알-사우드 군대에 맞서 버틸 수 있도록 임시 군대를 지원하기 위해 재산을 모았다.
사우디군이 진격하고 지다에 봉쇄령이 내려지면서 헤자즈군은 붕괴되기 시작했다. 메디나시는 1925년 12월 9일에 항복했고, 얀부는 12일 후에 함락되었다. 1925년 12월 지다는 네지드의 압둘아지즈에게 넘겨졌고, 1926년 1월 8일 압둘아지즈와 영국 영사가 도시의 통치자인 셰이크 압둘라 알리레자를 통해 후세인 빈 알리 국왕과 협상을 벌여 항복과 안전 통행이 보장된 후 사우디군이 지다에 진입했다.

## 여파
헤자즈 왕국을 성공적으로 장악한 후, 압둘아지즈는 헤자즈의 왕으로 선포되었다. 이 왕국은 나중에 정치적 연합으로 압둘아지즈가 두 왕국의 왕이 되면서 네지드-헤자즈 왕국으로 편입되었다.
왕위에서 물러난 헤자즈의 후세인은 아들의 전쟁 노력을 지원하기 위해 아카바로 이동했고, 이로 인해 영국은 그를 키프로스로 망명시켰다. 알리 빈 후세인은 헤자즈의 왕으로서 패색이 짙은 전쟁 중에 즉위했다. 왕국이 함락되면서 왕조는 망명 생활을 하게 되었다. 그러나 하심가는 계속해서 트란스요르단 토후국과 이라크 왕국을 통치하게 되었다.

## 같이 보기
- 사우디아라비아의 역사
- 중동의 현대 분쟁 목록
- 사우디아라비아가 참전한 전쟁 목록

## 내용주
1. ↑  메디나는 파투 알-카트라시에 따르면 12월 9일에 항복했지만,[6] 인디애나 대학교에 따르면 12월 5일에 함락되었다.[9]

## 서적
- Dalal Al-Harbi. (2003). King Abdulaziz and his Strategies to deal with events: Events of Jeddah. King Abdulaziz National Library. ISBN 9960-624-88-9.
- Lacey, Robert (1981). 《The Kingdom》. New York: Harcourt Brace Jovanovich. ISBN 0-15-147260-2.